# Asarcogryllacris
Asarcogryllacris is een geslacht van rechtvleugeligen uit de familie Gryllacrididae. De wetenschappelijke naam van dit geslacht is voor het eerst geldig gepubliceerd in 1937 door Karny.

## Soorten
Het geslacht Asarcogryllacris omvat de volgende soorten:
- Asarcogryllacris aequatorialis Gorochov, 2005
- Asarcogryllacris anastomotica Karny, 1937
- Asarcogryllacris jambiensis Gorochov, 2005
- Asarcogryllacris javaensis Gorochov, 2005
- Asarcogryllacris kerinciensis Gorochov, 2005
- Asarcogryllacris macilenta Pictet & Saussure, 1893
- Asarcogryllacris maxima Gorochov, 2005
- Asarcogryllacris minima Gorochov, 2005